# Generalized phrase structure grammar
De generalized phrase structure grammar (GPSG) is een enigszins gedateerd taalkundig model om zowel de syntaxis als de semantiek van natuurlijke talen te beschrijven. Het model werd in zijn eerste vorm aan het eind van de jaren 70 ontwikkeld door Gerald Gazdar en zijn collega's Ewan Klein, Ivan Sag en Geoffrey Pullum. In 1985 publiceerden ze een monografie met de titel Generalized Phrase Structure Grammar. Deze monografie had specifiek betrekking op de syntaxis van het Engels.
Een van de belangrijkste principes van het GPSG-model is dat de syntaxis van natuurlijke talen met behulp van vereenvoudigende conventies kan worden beschreven aan de hand van contextvrije grammatica. Een van de gebruikte conventies is dat de uitkomsten van contextvrije grammatica kunnen worden gegeneraliseerd. Aan de hand hiervan kan de compositionele betekenis van een zin worden afgeleid met behulp van syntactische afleidingen. GPSG vormt ten dele een tegenreactie op het idee van taalkundige transformaties, doordat de principes uit de contextvrije grammatica deze transformaties in feite overbodig maken.
Volgens sommige taalkundigen zoals Robert Berwick zijn hiervoor binnen het kader van de complexiteitstheorie nog verfijndere algoritmen voor de parsers nodig. Sinds enige tijd wordt het GPSG-model door Gazdar zelf afgedaan als zijnde ongeschikt voor de beschrijving van natuurlijke talen. De meeste ideeën met betrekking tot syntaxis uit de GPSG zijn sindsdien overgeheveld naar de head-driven phrase structure grammar.